# Meat Is Murder
| 전문가 평가                   | 전문가 평가 |
| 평가 점수                     | 평가 점수   |
| 출처                          | 점수        |
| ----------------------------- | ----------- |
| AllMusic                      | [ 3 ]       |
| Blender                       | [ 4 ]       |
| Chicago Tribune               | [ 5 ]       |
| Pitchfork                     | 8.1/10      |
| Q                             | [ 7 ]       |
| The Rolling Stone Album Guide | [ 8 ]       |
| Select                        | 4/5         |
| Sounds                        | [ 10 ]      |
| Uncut                         | [ 11 ]      |
| The Village Voice             | C+          |

《Meat Is Murder》는 1985년 2월 11일, 러프 트레이드 레코드가 발매한 영국의 록 밴드 더 스미스의 두 번째 스튜디오 음반이다. 이 음반은 영국 음반 차트에서 1위에 오른 밴드의 유일한 스튜디오 음반이 되었고 13주 동안 차트에 머물렀다. 이 음반은 국제적인 성공을 거두었는데, 유럽 톱 100 음반 차트에서 11주간 29위를 기록했다. 또한 미국 빌보드 200에서 110위에 올랐다.

## 작업 및 녹음
1984년 밴드의 데뷔 음반 이후, 엔지니어 스티븐 스트릿의 도움을 받아 가수 모리세이와 기타리스트 조니 마가 직접 음반을 프로듀싱했다. 그들은 〈Heaven Knows I'm Miserable Now〉의 세션에서 스티븐 스트릿을 처음 만났고 그의 연락처를 요청했다. 공식적으로 이 음반의 제작은 "더 스미스"의 공로를 인정받고 있다.
음반의 사운드스케이프를 구축하기 위해 모리세이는 마와 스트릿에게 샘플로 사용할 BBC 음향 효과 레코드의 개인 사본을 제공했다. 모리세이는 향후 더 스미스의 싱글과 음반에서 이 연습을 계속했다.

## 커버 아트
이 음반의 커버 아트는 1967년 미국 해병대원인 CPL의 사진을 사용한다. 베트남에서 마이클 윈은 헬멧에 "Make War Not Love"에서 "Meat Is Murder"로 문구를 바꿨다. 원본 이미지는 에밀 드 안토니오의 1968년 아카데미상 후보에 오른 다큐멘터리 《돼지의 해》에 사용되었다.

## 유산
2003년, 《Meat Is Murder》는 《롤링 스톤》의 역사상 가장 위대한 음반 500장 중 295위에 올랐고, 2012년 개정된 목록에서 296위에 올랐다. 이 음반은 또한 《죽기 전에 꼭 들어야 할 앨범 1001》에도 포함되었다.

## 곡 목록
모든 곡들은 모리세이와 조니 마에 의해 작사/작곡하였다.
| #  | 제목                              | 재생 시간 |
| -- | --------------------------------- | --------- |
| 1. | 〈The Headmaster Ritual〉         | 4:52      |
| 2. | 〈Rusholme Ruffians〉             | 4:20      |
| 3. | 〈I Want the One I Can't Have〉   | 3:14      |
| 4. | 〈What She Said〉                 | 2:42      |
| 5. | 〈That Joke Isn't Funny Anymore〉 | 4:59      |

| #  | 제목                         | 재생 시간 |
| -- | ---------------------------- | --------- |
| 1. | 〈Nowhere Fast〉             | 2:37      |
| 2. | 〈Well I Wonder〉            | 4:00      |
| 3. | 〈Barbarism Begins at Home〉 | 6:57      |
| 4. | 〈Meat Is Murder〉           | 6:06      |

## 인증
| 국가                       | 인증 | 판매량/출하량 |
| -------------------------- | ---- | ------------- |
| 영국 (BPI)                 | 골드 | 100,000^      |
| 미국                       | —    | 245,385+      |
| ^출하량을 기반으로 한 인증 |      |               |